# دولسة كبيرة
دَولَسة كبيرة نوع جنس دولسة وهوىمن السحالي النهارية الأرضية المتوطنة في المكسيك وغوتمالة. يسكن في المقام الأول الغابات الاستوائية المطيرة . ويجد جحره في شقوق الصخور ويأكل الحشرات.

## الوصف
هو حيوان بيوض. جسمه نحيل الشكل يطول نحو ٢٥ سم. يتميز باستطالة القوائم والذنب، وبمطاوي أيطلية التي تبدو كأخاديد مستطيلة.